# Гавриловка (Пензенская область)
Гавриловка — село в Каменском районе Пензенской области России, входит в состав Анучинского сельсовета.

## География
Село расположено на берегу реки Большой Чембар в 4 км на юго-запад от центра сельсовета села Анучино и в 31 км на юго-запад от райцентра города Каменки.

## История
Основана помещиком, солдатом лейб-гвардии Преображенского полка Гаврилой Степановичем Аникеевым (Аникиева) между 1710 и 1717 гг. при р. Большой Чембар в Завальном стане Пензенского уезда. До 1719 г. он завез сюда 20 крепостных крестьян. В 1747 г. – д. Гавриловка того же стана и уезда капитана Тимофея Федоровича Тоузакова, 49 ревизских душ, полученных в качестве приданного за женой Аксиньи Гавриловны от ее отца Гаврилы Степановича Аникиева, и вахмистра Ивана Ильича Шильникова, 8 душ, доставшиеся от жены Прасковьи Ивановны, а ей достались как наследство от деда, того же Г.С. Аникиева, всего 57 ревизских душ. С 1780 г. в составе Чембарского уезда Пензенской губернии. В 1782 году – сельцо поручицы Прасковьи Андреевны Толузаковой и ее детей Александра и Елизаветы Ивановны; в 1785 г. – за Александром Ивановичем Тоузаковым (133 ревизских души) и Иваном Михайловичем Максютовым (36 ревизских душ вместе с крестьянами с. Никольского). В 1881 г. построена деревянная церковь во имя Покрова Пресвятой Богородицы (построена на средства помещицы Украинцевой). Однако в 1896 г. – сельцо (церковь сгорела, приход стал в с. Анучине при Никольской церкви), 96 дворов, при нем 2 однодворных усадьбы Украинцевой, в них 10 муж., 13 жен. В 1896 г. работала церковноприходская школа. В 1911 г. – 2 общины, 119 дворов, церковь, церковноприходская школа, мельница с нефтяным двигателем, ветряная мельница, 2 лавки. В 1911 г. – село в составе Анучинской волости Чембарского уезда, 2 крестьянских общества.
С 1928 года село являлось административным центром Гавриловского сельсовета Каменского района Пензенского округа Средне-Волжской области. С 1935 года село в составе Свищевского района Куйбышевского края (с 1939 года — в составе Пензенской области). В 1955 г. в составе Анучинского сельсовета, колхоз имени Ворошилова. С 1959 года в составе Каменского района.

## Население
| 1747 | 1785 | 1864 | 1877 | 1897 | 1911 | 1930 |
| ---- | ---- | ---- | ---- | ---- | ---- | ---- |
| 114  | ↗300 | ↗341 | ↗521 | ↘515 | ↗649 | ↘451 |
| 1939 | 1959 | 1979 | 1989 | 1996 | 2002 | 2010 |
| ↘354 | ↘278 | ↘221 | ↘138 | ↘124 | ↘81  | ↘37  |